# Heterocyathus antoniae
Heterocyathus antoniae is een rifkoralensoort uit de familie van de Caryophylliidae. De wetenschappelijke naam van de soort is voor het eerst geldig gepubliceerd in 2009 door Reyes, Santodomingo & Cairns.